# Писарева (Иркутская область)
Писарева (Писарево) — посёлок (до 1986 года заимка) в Зиминском районе Иркутской области России.

## География
Находится на берегу реки Змеёвка, примерно в 12 км к северу от районного центра.

## История
Заимка Писарева 23 июня 1986 года исключена из учётных данных, как фактически не существующая в связи с выездом из неё всех жителей. В настоящее время не её территории садоводческое товарищество.

## Население
Всероссийская перепись населения 2010 года не упоминает этого населённого пункта.

## Инфраструктура
Личное подсобное хозяйство с зоной сельскохозяйственного использования, индивидуальная застройка усадебного типа.

## Транспорт
Писарево доступно автотранспортом с федеральной автотрассы «Сибирь».